# Лінійні кораблі класу «Сент-Вінсент»
Лінійні кораблі класу «Сент-Вінсент» — три дредноути, побудованих для Королівського флоту в першому десятилітті 20-го століття.

## Конструкція

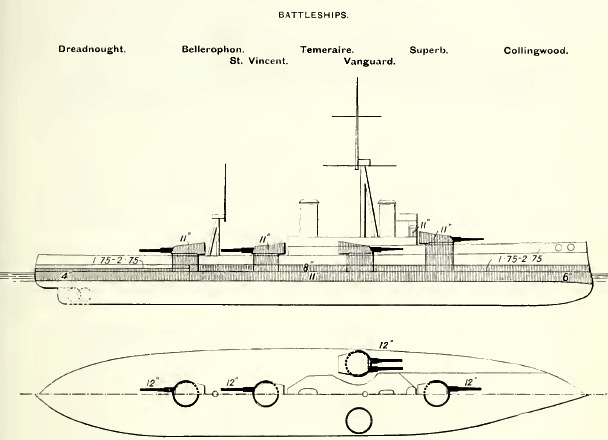

Фактично являли собою вдосконалений попередній клас «Беллерофон» з новими гарматами головного калібру з подовженим стволом, дещо посиленим бронюванням, що призвело до деякого зростання розмірів. (довжини на 3 м. та водотоннажності на 600 тон).

## Представники
| Назва                       | Будівництво                           | Закладений          | Спущений на воду      | Вступив у стрій     | Доля                                               |
| --------------------------- | ------------------------------------- | ------------------- | --------------------- | ------------------- | -------------------------------------------------- |
| Сент-Вінсент HMS St Vincent | Портсмут                              | 30 грудня 1907 року | 10 вересня 1908 року  | 3 травня 1910 року  | Зданий на злам 1 грудня 1921 року                  |
| Коллінгвуд HMS Collingwood  | Девонпорт                             | 3 лютого 1908 року  | 7 листопада 1908 року | 12 квітня 1910 року | Зданий на злам 12 грудня 1920 року                 |
| Венгард HMS Vanguard        | Vickers-Armstrongs, Барроу-ін-Фернесс | 2 квітня 1908 року  | 22 лютого 1909 року   | 1 березня 1910 року | Вибухнув та затонув у Скапа-Флоу 9 липня 1917 року |

## Служба
Кораблі-побратими провели всю свою кар'єру в Домашньому  та Великому флотах.  Крім участі у Ютландській битві у травні 1916 р., а також безрезультатній операції 19 серпня того ж року, коли німецький флот знову виходив у море, їхня служба під час Першої світової війни загалом складалася зі звичайного патрулювання та навчання в Північному морі. 
«Венгард» був знищений у 1917 році вибухом власних боєприпасів, екіпаж майже повністю загинув. Два кораблі, які залишилися, застаріли до кінця війни в 1918 році і перебували або в резерві, або використовувалися як навчальні кораблі, перш ніж були продані на металобрухт на початку 1920-х років. Чимало матеріалів з «Венгарда» було піднято перш ніж його оголосили місцем військового поховання. З 2002 року воно було визначено як контрольоване місце відповідно до Закону про охорону військових останків 1986 року, і занурення на затонулий корабель взагалі заборонено.